# Nicadori

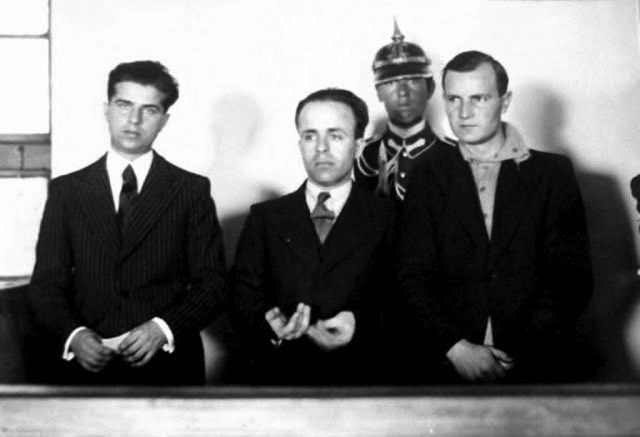
Nicadorii. De la stânga la dreapta: Nicolae Constantinescu, Ion Caranica și Doru Belimace

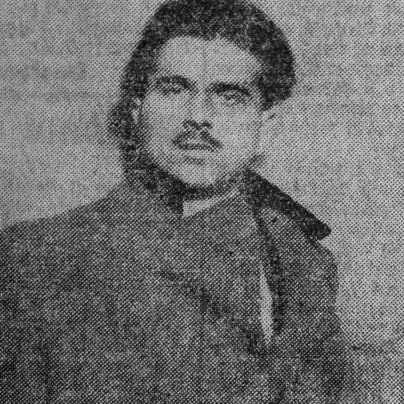
Nicolae Constantinescu

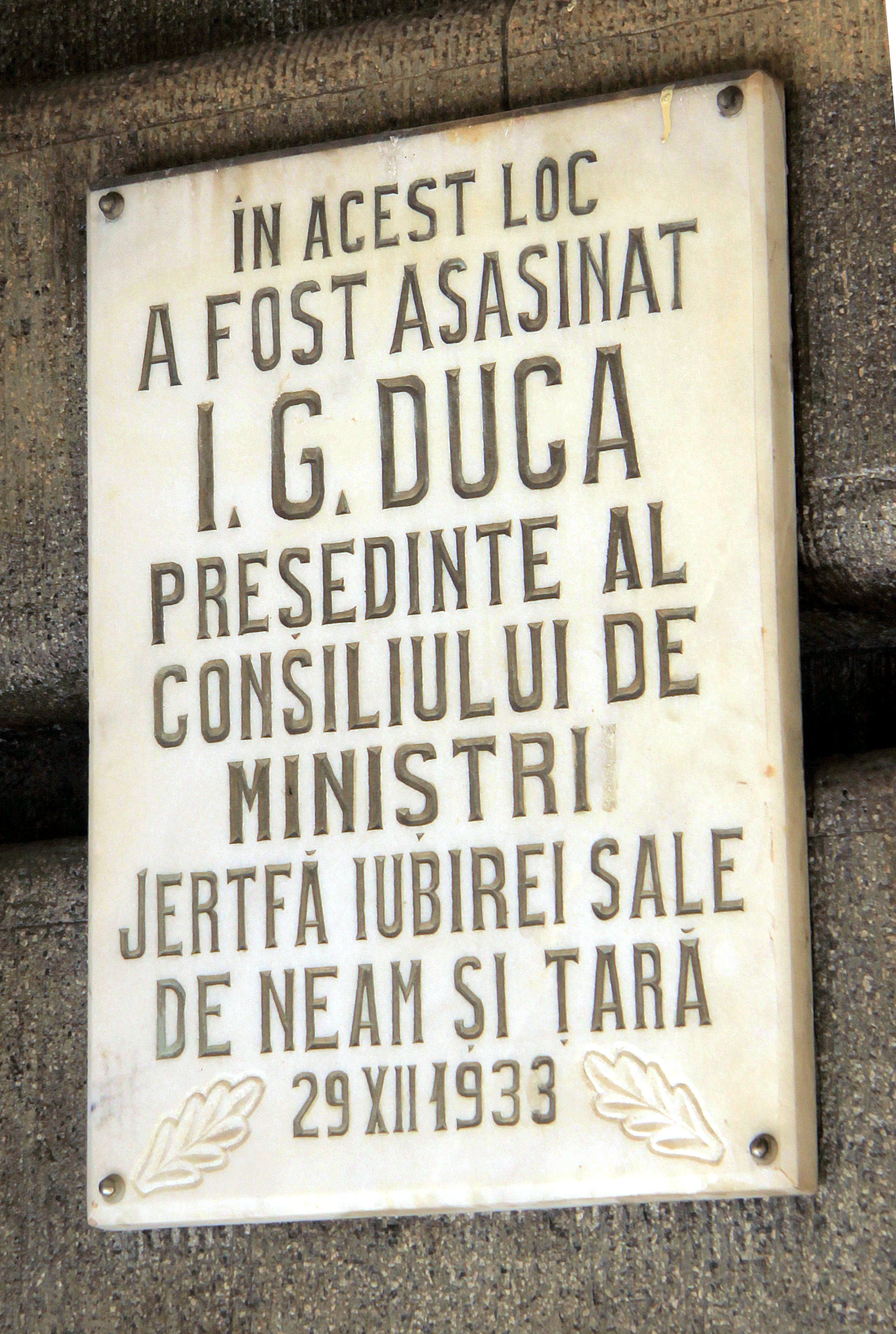
Placa memorială a lui Ion Gheorghe Duca în gara Sinaia

Nicadori este denumirea dată celor trei legionari, Nicolae Constantinescu, Doru Belimace și Ion Caranica care l-au asasinat, la 29 decembrie 1933, pe peronul gării din Sinaia, pe prim-ministrul României Ion Gheorghe Duca.
Cuvântul nicador(i) este un acronim format din primele litere din prenumele a doi dintre autorii asasinatului și din primele două litere din numele de familie al celui de-al treilea: Nicolae Constantinescu, Caranica Ion, Doru Belimace.

## Contextul politic

### Internațional
Atitudinea ostilă față de legionari a forțelor politice principale din țară, liberali și țărăniști, era întărită  din afară de guvernul francez, care privea cu îngrijorare, prin reprezentanța sa de la București, întărirea mișcării naționaliste și o oarece creștere a sentimentului antifrancez printre români. El era legat în principal de nefericitul acord economic, care presupunea controlul Societății Națiunilor asupra finanțelor românești, ca și acțiunea brutală a politicii economice franceze asupra economiei românești. Toată această stare de lucruri era speculată de propaganda legionară. La toate acestea a contribuit și scandalul legat de "Afacerea Škoda", care a compromis guvernarea Partidului Național-Țărănesc, ca și pe liderii săi, în frunte cu Iuliu Maniu, împotriva căruia, în martie 1933 s-a declanșat o uriașă campanie mediatică.
Mișcarea Legionară provoca temeri la Paris, nu numai prin acuzele la adresa politicii economice aplicate în România, ci și prin faptul că era văzută ca principalul agent al politicii naziste în România. Ascensiunea politică, economică și militară a Germaniei periclita interesele Franței în această parte a Europei. În vara anului 1933, I.G. Duca a făcut o vizită la Paris, unde s-a angajat să termine cu "problema legionară" dacă va ajunge prim ministru, declarație complet neinspirată, care va fi exploatată de legionari, în sprijinul ideii că "politica și economia României sunt guvernate de marea finanță iudeo-masonică". Nicolae Titulescu, printr-o telegramă secretă, datând din 9 decembrie 1933, notifică ambasadorului d'Ormesson, iminenta desființare a Gărzii de Fier, subliniind că în caz contrar, își va da demisia. Vizita lui I.G. Duca în Franța avea drept scop, printre altele, și negocierea unui nou împrumut la Banque de Paris et des Pays Bas (PARISBAS), reprezentată de Horace Finaly, bancher francez de origine evreiască, care și el a insistat pentru desființarea Gărzii de Fier. Chestiunea Mișcării Legionare finanțate "copios" de naziști, prezentă permanent în presa franceză interbelică, a fost demontată abia în anii '80 de către istoricul german Armin Heinen, care a demonstrat că între 1933-1938, nu au existat legături economice sau politice semnificative între Mișcarea Legionară și naziști.

### Intern
Pe plan intern, în toamna anului 1933, Carol al II-lea a decis că este mai bine să accepte un guvern liberal, după 4 ani de guvernare țărănistă, plină de scandaluri de corupție, declin economic și conflicte politice interne. Marți, 14 noiembrie 1933 guvernul I.G. Duca depune jurământul în fața regelui Carol al II-lea. Relațiile între rege și liberali sunt însă extrem de proaste, dat fiindcă la întoarcerea în țară a lui Carol Caraiman, ulterior devenit rege al României, prin detronarea regelui legitim al țării, Mihai I al României, în 1930, prin lovitura de stat denumită eufemistic "Restaurație", I.G. Duca și Vintilă Brătianu, făcuseră declarații dure contra acestuia. În aceste condiții, sunt programate noi alegeri pentru data de 20 decembrie 1933. În prealabil însă, trebuia îndeplinită principala cerință impusă guvernului liberal de către Franța, dizolvarea Gărzii de Fier. Aceasta se temea că ascensiunea politică a Mișcării Legionare, va conduce la o apropiere economică de Germania, în detrimentul Franței. Pe 7 decembrie, într-o ședință de guvern, marea majoritate a miniștrilor s-au opus acestei măsuri. Cu toate acestea, Nicolae Titulescu, revenit în țară în seara aceleiași zile, a insistat asupra dizolvării, făcând referire la un împrumut pentru care purta negocieri cu Liga Națiunilor, condiționat de dizolvarea Gărzii de Fier. În aceste condiții, Duca și Titulescu s-au adresat regelui, pentru a semna un decret regal de dizolvare a Gărzii de Fier, care să constituie baza juridică a dizolvării, ceea ce regele a refuzat categoric. În consecință, în data de 9 decembrie, prin Jurnal al Consiliului de Miniștri (un fel de ordonanță de guvern), cu 8 voturi pentru (al optulea îi aparținea lui Titulescu) și 7 împotrivă(I.G. Duca a votat contra), "gruparea Arhanghelul Mihail astăzi Garda de Fier, este și rămâne dizolvată". Decizia guvernului era motivată în principal prin faptul că "prin programul și prin acțiunea sa din ultimul timp, această grupare urmarește, pe de o parte, schimbarea pe cale revolutionară a ordinei legale în stat și pe de altă parte întronarea unui regim social și politic contrar celui statornicit atât prin Constituție, cât și prin tratatele de pace!", adăugând că "mijloacele de acțiune ale acestei grupări sunt teroarea și violența".  Argumentele guvernului erau false, dat fiindcă Legiunea Arhanghelului Mihail, ca și toate partidele sub care s-a prezentat la alegeri, nu au avut niciodată un veritabil program politic, iar sloganele electorale ale acesteia nu se deosebeau prea mult față de cele vehiculate în prezent de toate partidele de dreapta, respectiv, reintroducerea pedepsei cu moartea pentru marii corupți, răspunderea ministerială, eliminarea clienților politici din consiliile de administrație ale marilor întreprinderi de stat, etc... Cât despre violență și teroare, presa vremii arată că ea venea din partea guvernului, dat fiindcă numai în campania electorală, șapte legionari sau simpatizanți fuseseră împușcați din spate, de "jandarmi neidentificați", după cum vor stabili anchetele ulterioare. (Virgil Teodorescu, Constantin Niță, Nicolae Bălăianu, Toader Toma, Gheorghe Bujgoli, Vasile Nedelcu și Sev. Fârdea)
Guvernul era decis să stopeze participarea legionarilor la alegeri. În consecință, a anulat toate listele electorale ale legionarilor, puțin înainte de alegeri, pentru ca aceștia să nu încerce să participe pe alte liste. De asemenea, poliția a operat numeroase arestări printre legionari. Memorialiștii legionari vorbesc despre 18 - 20.000 de persoane, chiar și Corneliu Zelea Codreanu susține această cifră. Comunicatul guvernului vorbește despre 1700 de arestări. În realitate, numărul a fost cel puțin dublu.  Eliminând din competiție o importantă grupare de opoziție care conta pe locul trei ca forță electorală, liberalii au câștigat detașat alegerile cu 51% din sufragii, după anunțarea rezultatelor, începând eliberarea celor arestați. Arestarea unui număr atât de mare de persoane fără mandat, a fost însoțită de excese ale poliției, însoțite de bătăi și torturi, răzbunări personale, arestarea de persoane fără nici o legătură cu legionarii, ceea ce a creat mari nemulțumiri în rândul legionarilor, fără a mai vorbi de excluderea din Parlament și din viața politică.

### Poziția conducerii Mișcării Legionare
În urma acestei situații, gen. Gheorghe Cantacuzino-Grănicerul a emis o circulară, în data de 10 decembrie 1933, ora 6.30, circulară emisă în numele Căpitanului, îndemnând la liniște :
„ Camarazi, 1. Veți aștepta cu calm și cu aceeași neînvinsă credință desfășurarea furtunii. 2. Nu vă veți îndoi niciodată că aceasta este calea marilor izbânzi. 3. Vă veți supune măsurilor justiției în ale cărei virtuți am crezut și vom crede nemărginit. 4. Voturile voastre în număr de peste 200.000 (două sute de mii), le veți împărți după cum urmează, ascultându-mă și de această dată fără șovăire. 5. Legionarii din Ardeal vor vota cu Iuliu Maniu; 6. Legionarii din Vechiul Regat și celelalte ținuturi vor vota cu Gheorghe Brătianu; 7. În județele în care candidează personal Mareșalul Averescu, îi veți da voturile și vă veți pune la dispoziția sa în orice provincie ar candida. 8. Veți lupta pentru acești trei oameni cu același dor cu care ați luptat pentru propria voastră mișcare. Veți pune în joc toate puterile voastre pentru ca să-i vedeți biruitori, așa cum ați dori să ne vedeți pe noi. Oamenii aceștia nu au credințele noastre, dar mai bine cu ei, decât cu cei ce s-ar părea că au credințele noastre, dar sunt lipsiți de caracter. Turcii n’au avut credința lui Ștefan cel Mare, dar acesta i-a preferat pe ei înaintea tuturor popoarelor creștine din vecinătate, tocmai pentru că acestora le lipsea caracterul. [...]Camarazi, Aștept de la voi în ceasul acesta dovada disciplinei, a credinței voastre și a celei mai dârze rezistențe. Aduceți-vă aminte necontenit de morții noștri care ne leagă și care ne poruncesc. [...] Vă îmbrățișez cu vechea camaraderie, C.Z.C ”

## Asasinii
Încă din închisoare, unii din legionarii închiși au început să se gândească la răzbunare. Unul dintre aceștia a fost Nicolae Constantinescu, originar din Galați, economist de profesie, licențiat al Academiei Comerciale, era candidat al "Grupării Corneliu Codreanu" pe listele din Făgăraș. Hotărârea avea să fie amplificată de zvonuri contradictorii, întreținute de oficialități, cu privire la soarta Căpitanului, care ar fi fost prins și executat. Inițial a conceput un plan împreună cu colegul de celulă, un anume Toader Ioraș, dar ulterior a renunțat, optând pentru doi studenți de origine aromână, Iancu (Ion) Caranica și Doru Belimace. Ion Caranica era student la Academia Comercială și gazetar. Fusese în capul listei electorale pentru județele Durostor și Caliacra. Doru Belimace era licențiat al Facultății de Litere a Universității din București și student la Facultatea de Drept în momentul producerii asasinatului. Tatăl său era portar la hotelul bucureștean "Excelsior".
"Adevărul" îl descrie în felul următor pe Nicolae Constantinescu:
„Criminalul a fost transportat imediat într-una din încăperile gărei. Aici i s-a luat un interogatoriu sumar. Înfățișarea asasinului este îngrozitoare. O frunte îngustă, ochii scoși din orbite, proeminența pomeților dau impresia unei minți obtuze, întunecate. Nici o rază mai luminoasă nu se reflectează din trăsăturile obrazului. E cinic în răspunsuri. Nu regretă de loc fapta. Din contră, pare să fie mândru. Întrebat de ce a comis crima, îndrugă o serie de justificări din vocabularul Gărzei de Fier. Afirmă că nu va divulga nimic din ordinele pe care le-a primit. E convins că cei doi complici se vor preda, deoarece așa le-a fost înțelegerea. ”

## Asasinatul
Echipa odată formată, nu a trebuit decât să facă rost de arme, și să aștepte un moment favorabil. Deși de atunci și până în ziua de azi se vorbește de revolvere, denumirea este improprie. Legionarii nu au utilizat decât ocazional revolvere (tip Colt) ci pistoale semiautomate, cel mai adesea Beretta și Steyr. De această dată însă, cei trei dispuneau de un revolver "St. Etienne" cal. 8mm ("Adevărul" de a doua zi susține că era de fapt revolver "Browning"), un pistol semiautomat cal.11, și 17 petarde de exercițiu. Momentul favorabil s-a ivit în seara zilei de 28 decembrie 1933, atunci când Carol al II-lea l-a convocat a doua zi la Peleș pe I.G. Duca pentru a discuta despre eventualitatea unei destituiri a guvernatorului Băncii Naționale. În mod cu totul surprinzător, dat fiindcă era o situație specială, imediat după alegeri, arestări, tulburări, contestații, știrea a trecut de cenzură, apărând în ziare, astfel că cei trei s-au hotărât imediat. Pe 29 decembrie, I.G. Duca pleacă spre Sinaia, cu trenul de 9 dimineața. În afară de un agent însoțitor, vagonul ministerial nu avea niciun fel de pază. Cei trei au călătorit în același tren, într-un alt vagon.  Audiența la rege era programată pentru orele 16-18. Cei trei au declarat la proces că intenționau să-l asasineze pe primul ministru chiar la coborârea din tren, dar au fost descurajați de numărul mare de persoane care-l însoțeau. Trenul de întoarcere spre București urma să sosească în Gara Sinaia la 21.30. În așteptarea acestuia, cei trei s-au plimbat prin stațiune și au mâncat la un restaurant din apropiere. După audiența la rege, primul ministru a rămas să aștepte în casa unui prieten, dr. Costinescu, unde se afla și Dinu Brătianu. Înainte de sosirea trenului, care avea întârziere, se deplasează la gară cu un automobil, împreună cu câțiva prieteni, însoțit de dr. Costinescu. Între timp, cei trei își ocupaseră posturile, Belimace și Caranica la extremitățile peronului, trebuind să producă o diversiune prin detonarea de petarde, și eventual, să-l împuște pe primul ministru în cazul în care Constantinescu ar fi dat greș, acesta din urmă, postându-se la mijloc, ascuns într-o nișă din zidul gării. Automobilul a intrat pe peron, dar nu a oprit în fața vagonului, astfel că I.G. Duca a fost nevoit să parcurgă peronul întunecos. La un moment dat a explodat o petardă. În acel moment, Nicolae Constantinescu i-a pus mâna pe umăr, după care l-a împușcat cu 5 gloanțe în cap. 
Versiunea prezentată de "Adevărul" din epocă diferă de cea prezentată la proces :
„ [...] în timp ce I.G. Duca trecea prin culoar pentru a ieși pe peron, unde era așteptat de un grup de manifestanți, d. Vlahide i-a propus să se întoarcă și să treacă prin biroul șefului gării, pentru a evita astfel mulțimea. Fostul prim ministru însă nu a acceptat și a trecut pe peron, unde îl pândea moartea.  [...] la un moment dat, (Constantinescu, n.n.) auzind pe cineva spunând "domnule președinte", s-a întors repede și s-a văzut față în față cu primul ministru. Atunci, l-a apucat cu o mână de umăr, iar cu cealaltă a descărcat gloanțele; unul în tâmplă, iar alte trei-deoarece Duca își ferise capul-în ceafă.”
"Adevărul" din epocă vine cu o altă versiune, afirmând că Nicolae Constantinescu ar fi încercat să fugă, fiind prins de un agent (detectivul Petre Petre) după o scurtă luptă. Ziarul "Ultima oră" dă și "prima declarație a lui Constantinescu, după ce a fost întrebat cine l-a îndemnat să comită crima": 
„Nimeni. Noi între noi am luat această hotărâre din proprie inițiativă. Motivul este că Duca a fost francmason și vândut străinilor. Politica adoptată de el în ultima vreme este politica francmasoneriei internaționale, care a dus la desființarea gărzilor de fier din România. Recunosc calitățile de bun român ale primului ministru și de om capabil, însă deoarece s-a vândut străinilor ne-am hotărât să-l suprimăm.

La ora 5 jum. s-a făcut pe peronul gărei Sinaia  reconstituirea crimei. Asasinul a fost calm, dând explicații cu foarte mult sânge rece.”

## Procesul
Procesul celor trei asasini, derulat începând cu data de 17 martie 1934, în fața Consiliului de Război al Corpului II de Armată, cu sediul la cazarma de la Malmaison (București, clădirea azi în ruine a fostului IPROCHIM, din Calea Plevnei, nr. 137A), nu a adus nimic nou. Asasinii au declarat că au acționat din proprie inițiativă și că nu au luat contact cu conducerea superioară a Mișcării Legionare. Toți trei au fost condamnați la muncă silnică pe viață. Ulterior, Corneliu Zelea Codreanu le-a acordat gradul de Comandant al Bunei-Vestiri, cel mai înalt grad în Legiune după Căpitan, instituit în 2 decembrie 1936.
După asasinarea primului ministru I.G. Duca, guvernul liberal a instituit starea de asediu și cenzura pe o perioadă de 6 luni. Au fost operate mii de arestări printre legionari, majoritatea fiind ulterior eliberați. Guvernul voia astfel să demonstreze existența unui complot. Au fost arestați mai mulți lideri legionari, printre care prof. Ion Zelea Codreanu, tatăl Căpitanului, gral. Gheorghe Cantacuzino-Grănicerul, ing. Gheorghe Clime, Ion Moța, Nicolae Totu, etc..., dar și presupuși simpatizanți, intelectuali de marcă precum Nae Ionescu și Nichifor Crainic, în total 52 de persoane. Implicarea generalului Cantacuzino în acest proces a avut un rol important. Având gradul de general, el nu putea fi judecat decât de egalii săi, și Tribunalul a trebuit, așadar, să fie compus exclusiv din generali. Președintele desemnat era generalul Ignat și, în calitate de membri, generalii Costandache, Cămănescu, Dona și Filip. Generalul Constantin Petrovicescu fusese desemnat drept comisar al Regelui. Majoritatea erau la sfârșit de carieră, asfel încât asupra lor nu se puteau exercita presiuni. Între timp, Corneliu Zelea Codreanu care se ascundea, temându-se că ar putea fi asasinat, s-a predat tribunalului, însoțit de martori. Tribunalul i-a achitat pe toți inculpații, cu excepția celor trei asasini, considerând că aceștia au acționat din proprie inițiativă.

## Scandalul din 1937
După demiterea sa, în 29 august 1936, Nicolae Titulescu se decide să intre în politică. Date fiind condițiile în care, în decembrie 1933, forțase mâna lui I.G. Duca, era clar că nu era dorit în PNL, astfel că în 1937, apar primele știri privind convorbiri cu Iuliu Maniu, purtate la Cap Martin, Franța, unde Titulescu avea una din reședințe. Întors în țară, în 29 noiembrie 1937, își anunță intenția de a candida în alegeri pentru un post de deputat, din partea Partidului Național Țărănesc. Decizia sa este cu atât mai surprinzătoare, cu cât avea asigurat un post de senator pe viață, pentru "servicii deosebite aduse țării". Problema era că Iuliu Maniu încheiase cu Corneliu Zelea Codreanu un pact de neagresiune electorală, iar Nicolae Titulescu era cunoscut drept un adversar ireductibil al legionarilor, în care vedea agenți de influență ai lui Adolf Hitler. Din considerente politice, ținând cont și de prestigiul, adesea construit artificial, al lui Titulescu, Corneliu Zelea Codreanu s-a ferit din totdeauna să-l atace pe acesta, criticând doar politica acestuia de apropiere de Uniunea Sovietică.  În aceste condiții, sfătuit probabil și de Iuliu Maniu, în 12 decembrie 1937, Nicolae Titulescu publică în "Universul", un articol intitulat "Eu și Garda de Fier", în care aruncă responsabilitatea dizolvării din 9 decembrie 1933 a Gărzii de Fier, asupra PNL, și în special asupra lui I.G. Duca. Răspunsul nu a întârziat să apară, din partea tuturor forțelor politice. Constantin Argetoianu numește articolul "pledoarie de clănțău, minte de la început până la sfârșit, cu nerușinare", și nu numai el, toate ziarele, inclusiv cele de stânga din Sărindar, sunt revoltate de afirmațiile sale. În fine, fratele lui I.G. Duca, într-o scrisoare publicată în majoritatea ziarelor (Universul, Viitorul, Dimineața, ș.a.) a doua zi, îl acuză pe Nicolae Titulescu drept principalul responsabil de moartea fratelui său, subliniind că declarațiile acestuia, "sunt mai mult decât o impietate, ci o monstruozitate". În fine, printr-o altă scrisoare publică, se pronunță și membrii guvernului liberal din 1933, lămurind lucrurile :
„ Aceste discuțiuni au urmat mai multe zile. La sfârșitul lor, am fost unanimi — de la președintele Consiliului până la cel mai tânăr dintre miniștri — de a nu dizolva Garda de Fier [...] A doua zi după luarea acestei hotărâri, am fost chemat de Ion Duca. Șeful nostru ne-a comunicat: că d. Titulescu nu împărtășește soluțiunea adoptată de guvern; că d. Titulescu cere dizolvarea Gărzii de Fier, ca o soluțiune reclamată imperios de necesitațile politicii externe; că fără această dizolvare, d. Titulescu se vede silit să demisioneze - și irevocabil - din guvern. Ion Duca a făcut tot ce i-a stat în putință pentru ca să determine pe d. Titulescu să renunțe la punctul său de vedere. Demersurile sale au fost însă zadarnice. Cum demisiunea dlui Titulescu ar fi creat - în împrejurările internaționale de atunci - dificultați de nedorit, Duca s-a văzut silit să cedeze stăruințelor sale. Astfel a fost dizolvată Garda de Fier. Câteva zile după executarea actului de dizolvare, Duca se prabușea sub gloanțele răzbunării, pe peronul gării din Sinaia. Iată faptele, în desfășurarea lor.”

## Controverse privind asasinatul
Imediat după asasinarea lui I.G. Duca s-au lansat tot felul de ipoteze privind asasinarea acestuia, ipoteze privind implicarea regelui, a poliției, a lui Corneliu Zelea Codreanu, separat sau în cooperare, ca și ipoteze privind motivația asasinilor.
În ceea ce-l privește pe Carol al II-lea se afirmă că regele știa de atentat :
„ din documentele aflate la Arhivele Statului reiese clar că, înaintea plecării lui Duca la Sinaia, informatorul poliției Alexandru Tale, vărul lui Belimace, îi „sifonase” șefului poliției Gavrilă Marinescu că se pusese la cale un atentat la viața premierului. Marinescu l-a înștiințat imediat pe rege, dar acesta i-a tăiat elanul spunându-i scurt: "Ține nota la birou și n-o transmite mai departe!". ”
În contextul politic de atunci, chiar dacă monarhul îl detesta pe Duca, nu avea nici un interes să prelungească o criză guvernamentală. Nu există în arhive un astfel de document, nu a fost publicat niciodată, nici un istoric nu a făcut referire la vreun astfel de document. În ceea ce privește implicarea lui Codreanu, din nou presa tabloidă are certitudini :
„ Mai mult pentru "reglarea" situației, Codreanu propune o singură "unitate de măsură – mormântul!" și "două sute de morminte necesare biruinței"! Premierul continuă să primească amenințări zilnice prin care este somat să demisioneze, în caz contrar familia îi va fi torturată iar el va fi ucis.”
Încă din 1934, Mihail Stelescu, afirmase că ordinul de asasinare a primului ministru fusese dat de Codreanu personal, îl văzuse chiar, alții afirmă că gen. Cantacuzino-Grănicerul ar fi confirmat acest fapt pe patul de moarte, ș.a.m.d. Altă chestiune este că ordinele importante erau date de Codreanu verbal, fiind transmise de curieri de încredere. 
În ceea ce privește motivația celor trei, din nou "Adevărul" vine cu amănunte senzaționale :
„ Încă două motive. În afara deciziei ferme de a interzice Garda de Fier, există surse istorice care mai susțin încă două motive pentru care împușcarea lui I.G. Duca devenise o prioritate. La 1 ianuarie 1933, Adolf Hitler devenise cancelar al Germaniei, una dintre cele mai puternice partenere comerciale ale României. În acest context, la puțin timp după ce a fost numit prim-ministru I.G. Duca ar fi aprobat naturalizarea în România a 300.000 de evrei din Germania, Austria și Polonia (între 60.000 și 150.000, după alte surse). Aceștia ar fi intenționat să facă în Moldova și Basarabia (Orhei, Soroca, Bălți, Hotin, Chișinău, Fălticeni, Dorohoi și Iași), ”noul Ierusalim”, un fel de stat israelian european.”
"Sursele istorice" la care face referire autorul articolului sunt o serie de lucrări memorialistice aparținând dr. Șerban Milcoveanu, fost comandant legionar, bănuit de foarte mulți dintre camarazi drept agent diversionist al Securității. Afirmația de mai sus se găsește în lucrarea  "Corneliu Zelea Codreanu, altceva decât Horia Sima", fiind reluată și într-un interviu de senzație cu privire la Titulescu.
În 1933, în Germania trăiau cca. jumătate de milion de evrei. Este puțin plauzibil ca 60% din aceștia să fi fost comuniști (autorul articolului a uitat să adauge acest amănunt precizat clar de către dr. Milcoveanu), și să dorească toți să vină în România. Mult mai plauzibil este că cei doi aromâni, Belimace și Caranica, să fi fost revoltați de politica guvernului de a respinge intrarea în țară a conaționalilor lor, refugiați din Grecia în urma persecuțiilor și omorurilor la care erau supuși de către naționaliștii greci. Practic, guvernul liberal, nu făcea decât să respecte astfel prevederile tratatului Înțelegerii Balcanice, ce urma să fie semnat de Titulescu o lună mai târziu, în 9 februarie 1934.

## Sfârșitul Nicadorilor
Nicadorii au fost asasinați prin strangulare de jandarmi, în timp ce erau transferați de la penitenciarul din Râmnicu Sărat la penitenciarul Jilava, sub pretextul fugii de sub escortă, în noaptea de 29/30 noiembrie 1938. Împreună cu ei, au fost asasinați Corneliu Zelea Codreanu și Decemvirii. Cadavrele celor 14 au fost aduse la Jilava în zorii zilei de 30 noiembrie 1938. Cadavrele au fost împușcate în spate, pentru a simula fuga de sub escortă, au fost arse cu acid pentru a nu mai putea fi identificate, după care au fost îngropate sub o placă de beton. Asasinatul colectiv a fost executat din ordinul lui Carol al II-lea, și se înscrie în categoria terorism de stat, dat fiindcă toți cei 14 se găseau în custodia autorităților, fiind condamnați definitiv de justiție.
În data de 26 noiembrie 1940, în urma anchetei Comisiei Speciale de Anchetă Criminală, înființate prin Decretul-lege nr. 3321 bis din 23 septembrie 1940, completat prin Decretul 3321 bis din 3 octombrie 1940, comisie compusă din consilierul Eugen Bănescu, președinte, și membri, Apostolide, Vintilă Cristescu și Gerota, a fost identificat locul în care erau îngropați cei 14, începând săpăturile de deshumare. Cele 14 cadavre au fost deshumate, după spargerea plăcii de beton în greutate de cca. 30 tone. Ultimii scoși au fost Nicadorii. Nicolae Constantinescu mai avea încă la gât o bucată din frânghia cu care fusese strangulat. Sâmbătă, 30 noiembrie, după o slujbă religioasă, cei 14 au fost reînhumați în Mausoleul de la Casa Verde (Bucureștii Noi).
După instaurarea puterii comuniste, Mausoleul de la Casa Verde, o construcție masivă, a fost demolat. Dezgropate în circumstanțe necunoscute din Mausoleul de la Casa Verde din Bucurestii Noi, soarta rămășițelor pământești ale celor 14, ca și a celor aparținând lui Ion Moța și Vasile Marin, a rămas un mister până astăzi. 

## Asasinatul în memorialistică
Grigore Gafencu, sintetizează în câteva fraze, în memoriile sale, tot ce s-a întâmplat în acele zile tragice  :
„ Stăpân pe mijloacele de informare ale străinătății, a participat la alarmarea centrelor apusene cu privire la "primejdia Gărzii de Fier" și a adus la cunoștința regelui, în calitate de intermediar "dezinteresat" ostilitatea Parisului împotriva lui Vaida, pe care el o provocase. La Titulescu, elementul personal e totdeauna hotărâtor. Denunțarea marii primejdii hitleristo-fasciste în Romania și apoi desființarea acestei primejdii, prin hotărârea, stăruința și meritul său îi părea un succes ușor și însemnat, menit să întărească situația sa privilegiată de unic reprezentant al României față de străinătate, de unic reprezentant al strainătății în România. Astfel a venit la putere Jean Duca, protejat de Titulescu, cerut de Paul Boncour, dorit de "presa democratică", impus de camarila evreiască ... Venit ca să "restabilească" ordinea, guvernul liberal a fost nevoit, pentru a corespunde nevoii lui, să intervină în chestiuni de ordine, și a provocat, astfel, numaidecât, o nespusă dezordine. Mai întâi a "reprimat" Garda de Fier. Apoi, în ajunul alegerilor a dizolvat-o. Cu acest prilej au fost împușcați mai mulți studenți, arestați și bătuți toți militanții gardiști ... Jean Duca a șovăit înainte de a-i dizolva. Lua informații de la toți cu privire la ei... Iar în Consiliul de Miniștri, care a hotărât dizolvarea, președintele s-a pronuntat împotriva măsurii. Titulescu, el nu a șovăit nici o clipă. A apărat măsura în Consiliul de Miniștri, a cerut-o regelui, a impus-o lui Duca. S-a lovit de neașteptate împotriviri: Regele nu a vrut să semneze un decret regal de dizolvare. A lăsat ca guvemul să-și ia întreaga răspundere. De aici un conflict între Titulescu și Puiu Dumitrescu, suspectat de filogardism și, în sfârșit, iscălirea unui jurnal al Consiliului de Miniștri.... A urmat apoi vâltoarea alegerilor - o ciomăgeală cumplită și absurdă pe spinarea tării.
Și ca încheiere, cele cinci focuri de revolver de la Sinaia.”
Mărturia lui Grigore Gafencu este cu atât mai importantă, cu cât vine de la un inamic declarat al legionarilor, și totodată, de la un mare admirator al lui Nicolae Titulescu.